# باب‌الزوار، الجزایر
باب‌الزوار (به عربی: باب‌الزوار) شهری در استان الجزائر واقع در کشور الجزایر است که در سال ۱۹۹۸ میلادی ۹۲٫۲۰۰ نفر جمعیت داشته و جمعیت آن در سال ۲۰۰۵ میلادی به ۱۱۵٫۴۴۴ نفر رسیده‌است.